# Itapirapuã
Itapirapuã è un comune del Brasile nello Stato del Goiás, parte della mesoregione del Noroeste Goiano e della microregione di Rio Vermelho.

## Amministrazione

### Patto di amicizia
- Maranello, dal 2009